# Подунавско-шумадијска зона у фудбалу
Подунавско-шумадијска зона била је једна од укупно дванаест зонских лига у фудбалу. Зоне су четврти ниво лигашких фудбалских такмичења у Србији. Виши степен такмичења је Српска лига Запад, а нижи су окружне лиге — Браничевска, Подунавска и Шумадијска.
Лига је формирана 2018. године, приликом реорганизације такмичења четвртог ранга на територији Фудбласког савеза региона Западне Србије. Тада су угашене зоне Дрина, Дунав и Морава, а уместо њих настале су четири нове зоне - Западно-моравска, Колубарско-мачванска, Подунавско-шумадијска и Шумадијско-рашка. Већина клубова учесника Зоне Дунав у сезони 2017/18. прешла је у Подунавско-шумадијску зону.
Од 2024. године, стање је враћено на оно пре 2018. Угашене су зоне — Западно-моравска, Колубарско-мачванска, Подунавско-шумадијска и Шумадијско-рашка зона, а враћене су зоне Дрина, Дунав и Морава.

## Победници свих првенстава
| Сезона   | Бр. клуб. | Првак                       | Бодови | Вицепрвак                     | Бодови |
| 2018/19. | 14        | РСК, Раброво                | 59     | Карађорђе,Топола              | 47     |
| 2019/20. | 16        | Поморавље, Влашки До        | 44     | Аранђеловац 1979, Аранђеловац | 33     |
| 2020/21. | 18        | РСК, Раброво                | 79     | Михајловац, Михајловац        | 73     |
| 2021/22. | 16        | ОФК Михајловац, Михајловац  | 80     | Поморавље 1946, Влашки До     | 58     |
| 2022/23. | 14        | Слога 33, Петровац на Млави | 52     | ВГСК, Велико Градиште         | 52     |
| 2023/24. | 12        | Напредак, Марковац          | 61     | РСК, Раброво                  | 48     |

## Клубови у сезони 2023/24.
| Клуб           | Насеље          |
| -------------- | --------------- |
| ФК ВГСК        | Велико Градиште |
| Ђердап         | Голубац         |
| Карађорђе      | Топола          |
| Морава         | Велика Плана    |
| Напредак       | Марковац        |
| Обилић         | Живица          |
| Омладинац      | Шетоње          |
| РСК Раброво    | Раброво         |
| Слога 1924     | Баточина        |
| Слобода        | Липе            |
| Шумадија       | Аранђеловац     |
| Шумадинац 1913 | Наталинци       |